# Памятник Николаю II (Калуга)
Памятник Николаю II в Калуге — первый памятник Калуги.
В мае 1904 император Николай II прибыл в Калугу, где на военном поле напутствовал части калужского гарнизона, отправлявшиеся на русско-японскую войну — 9-й Ингерманландский пехотный полк, 10-й Новоингерманландский пехотный полк и 3-ю артиллерийскую бригаду.
В честь этого события калужане решили установить памятник. Закладка состоялась 29 июня 1907 года, открытие — 30 июля 1908 года.
Памятник представлял собой обелиск, сложенный из гранитных блоков. На вершине обелиска был установлен бронзовый двуглавый орёл. На лицевой стороне обелиска помещался вензель Николая II в венке под короной. На постаменте памятника помещались доски с пояснительными надписями. На досках были увековечены имена офицеров-калужан, ушедших на Русско-Японскую войну.
В советское время обелиск был демонтирован.
Рассматривалась возможность восстановления памятника к 400-летию дома Романовых, однако она не была осуществлена. Вместо этого в Центральном парке культуры и отдыха 31 июля 2016 года установлен бюст Николаю II.